# Basket Barcellona 2011-2012
La stagione 2011-2012 del Basket Barcellona è stata la seconda consecutiva disputata dalla società in Legadue; è la terza per una squadra barcellonese.
Sponsorizzata da Supermercati Sigma, la squadra si è classificata al quinto posto nella seconda lega; dopo aver sconfitto Piacenza, è stata eliminata da Brindisi in semifinale.

## Verdetti stagionali
Competizioni nazionali
- Legadue:

stagione regolare: 5º posto su 15 squadre (16-12);
playoff: eliminato in semifinale da Brindisi (3-4);
- Coppa Italia:

eliminata agli ottavi di finale (1-1).

## Rosa
| Giocatori |
| --------- |

| N° | Naz.                   | Ruolo | Sportivo            | Anno | Alt. |  |
| -- | ---------------------- | ----- | ------------------- | ---- | ---- |  |
|    | Italia (bandiera)      |       | Dario Giallombardo  | 1993 |      |  |
|    | Italia (bandiera)      | G     | Filippo Biondo      | 1993 | 183  |  |
| 5  | Italia (bandiera)      | P     | Tancredi Rotundo    | 1991 | 186  |  |
| 6  | Italia (bandiera)      | G     | Simone Sofia        | 1995 | 190  |  |
| 8  | Lituania (bandiera)    | GA    | Mindaugas Lukauskis | 1979 | 198  |  |
| 10 | Stati Uniti (bandiera) | P     | Michael Green       | 1985 | 185  |  |
| 11 | Panama (bandiera)      | A     | Michael Hicks       | 1976 | 195  |  |
| 12 | Italia (bandiera)      | G     | Ryan Bucci          | 1981 | 192  |  |
| 15 | Italia (bandiera)      | AC    | Manuele Mocavero    | 1980 | 203  |  |
| 19 | Italia (bandiera)      | AC    | Luigi Dordei        | 1981 | 202  |  |
| 20 | Italia (bandiera)      | AC    | Matteo Da Ros       | 1989 | 204  |  |
| 21 | Italia (bandiera)      | P     | Alessandro Piazza   | 1987 | 172  |  |
| 22 | Italia (bandiera)      | C     | Phil Martin         | 1980 | 202  |  |
| 32 | Italia (bandiera)      | A     | Daniele Bonessio    | 1988 | 200  |  |

| Staff tecnico                                                                                |
| -------------------------------------------------------------------------------------------- |
| Allenatore: Cesare Pancotto, dal 29 febbraio Stefano Vanoncini, dal 15 marzo Giancarlo Sacco |
| Vice allenatore: Stefano Vanoncini                                                           |
| Assistente allenatore: Francesco Trimboli                                                    |
| Preparatore atletico: Djordje Kozul                                                          |
| Fisioterapista: Saverio Mauceri                                                              |
| Osteopata: Nino Sottile                                                                      |
| Medico sociale: Nazareno Pino                                                                |

| Giocatori acquisiti a stagione in corso |
| --------------------------------------- |

| N° | Naz.                   | Ruolo | Sportivo                   | Anno | Alt. |  |
| -- | ---------------------- | ----- | -------------------------- | ---- | ---- |  |
| 24 | Stati Uniti (bandiera) | G     | JamesOn Curry (dal 3 mag.) | 1986 | 193  |  |

| Giocatori ceduti a stagione in corso |
| ------------------------------------ |

| N° | Naz. | Ruolo | Sportivo | Anno | Alt. |  |
| -- | ---- | ----- | -------- | ---- | ---- |  |

Scheda su Legaduebasket.it

## Dirigenza
- Presidente: Immacolato Bonina
- Vicepresidenti: Fedele Genovese e Giuseppe Gemelli
- Amministratore unico: Tommaso Donato
- General manager: Sandro Santoro
- Team manager: Mauro Saja
- Responsabile comunicazione e ufficio stampa: Benedetto Orti Tullo
- Segreteria: Candido Nerina
- Responsabile marketing: Aurelio Coppolino
- Responsabile settore giovanile: Tonino Interdonato

## Statistiche
| Sigma Barcellona     |         |         |     |    |      |       |       |           |           |           |    |           |           |           |             |             |             |          |          |          |        |        |       |       |     |      |       |      |
| Giocatore            | Partite | Partite | Pun | SF | Min. | Falli | Falli | Tiri da 2 | Tiri da 2 | Tiri da 2 | Sc | Tiri da 3 | Tiri da 3 | Tiri da 3 | Tiri Liberi | Tiri Liberi | Tiri Liberi | Rimbalzi | Rimbalzi | Rimbalzi | Stopp. | Stopp. | Palle | Palle | Ass | Val. | Val.  | A+dP |
| Giocatore            | Pr      | PG      | Pun | SF | Min. | C     | S     | R         | T         | %         | Sc | R         | T         | %         | R           | T           | %           | O        | D        | T        | D      | S      | P     | R     | Ass | Lega | OER   | A+dP |
| Green Michael        | 35      | 35      | 504 | 35 | 1125 | 101   | 191   | 112       | 244       | 45.9      | 0  | 43        | 126       | 34.1      | 151         | 186         | 81.2        | 26       | 147      | 173      | 6      | 15     | 103   | 90    | 171 | 666  | 0.903 | 158  |
| Bucci Ryan Matthew   | 35      | 35      | 392 | 18 | 939  | 75    | 56    | 71        | 167       | 42.5      | 0  | 63        | 146       | 43.2      | 61          | 68          | 89.7        | 13       | 50       | 63       | 1      | 4      | 43    | 44    | 48  | 296  | 0.974 | 49   |
| Hicks Michael        | 32      | 31      | 390 | 23 | 855  | 108   | 98    | 94        | 198       | 47.5      | 3  | 41        | 108       | 38.0      | 79          | 93          | 84.9        | 50       | 80       | 130      | 8      | 11     | 72    | 43    | 33  | 326  | 0.884 | 4    |
| Lukauskis Mindaugas  | 33      | 32      | 375 | 28 | 909  | 76    | 65    | 65        | 127       | 51.2      | 10 | 67        | 171       | 39.2      | 44          | 63          | 69.8        | 28       | 110      | 138      | 4      | 1      | 60    | 62    | 54  | 376  | 0.895 | 56   |
| Da Ros Matteo        | 35      | 35      | 309 | 20 | 775  | 106   | 75    | 101       | 176       | 57.4      | 6  | 18        | 52        | 34.6      | 53          | 78          | 67.9        | 38       | 101      | 139      | 21     | 10     | 44    | 49    | 36  | 335  | 0.869 | 41   |
| Martin Philip        | 33      | 33      | 272 | 33 | 702  | 98    | 80    | 105       | 171       | 61.4      | 10 | 3         | 8         | 37.5      | 53          | 64          | 82.8        | 62       | 80       | 142      | 12     | 12     | 65    | 44    | 7   | 300  | 0.904 | -14  |
| Mocavero Manuele     | 35      | 35      | 235 | 2  | 588  | 91    | 77    | 88        | 139       | 63.3      | 2  | 1         | 8         | 12.5      | 56          | 76          | 73.7        | 51       | 62       | 113      | 3      | 6      | 30    | 32    | 19  | 274  | 1.035 | 21   |
| Dordei Luigi         | 30      | 25      | 216 | 15 | 502  | 78    | 67    | 59        | 119       | 49.6      | 7  | 17        | 55        | 30.9      | 47          | 65          | 72.3        | 35       | 77       | 112      | 1      | 6      | 30    | 23    | 21  | 210  | 0.762 | 14   |
| Piazza Alessandro    | 35      | 34      | 101 | 0  | 386  | 45    | 51    | 20        | 66        | 30.3      | 0  | 8         | 40        | 20.0      | 37          | 49          | 75.5        | 16       | 29       | 45       | 0      | 5      | 26    | 44    | 38  | 113  | 0.503 | 56   |
| Bonessio Daniele     | 34      | 22      | 62  | 0  | 244  | 36    | 12    | 19        | 40        | 47.5      | 0  | 7         | 16        | 43.8      | 3           | 6           | 50.0        | 15       | 34       | 49       | 0      | 2      | 7     | 15    | 3   | 63   | 0.399 | 11   |
| Curry James On Davis | 4       | 3       | 29  | 1  | 80   | 12    | 8     | 2         | 14        | 14.3      | 0  | 6         | 14        | 42.9      | 7           | 8           | 87.5        | 2        | 10       | 12       | 0      | 0      | 11    | 8     | 9   | 22   | 0.515 | 6    |
| Rotundo Tancredi     | 35      | 10      | 5   | 0  | 20   | 2     | 4     | 1         | 2         | 50.0      | 0  | 0         | 1         | 0.0       | 3           | 4           | 75.0        | 0        | 0        | 0        | 0      | 0      | 4     | 3     | 2   | 5    | 0.095 | 1    |
| Giallombardo Dario   | 2       |         | 0   | 0  | 0    | 0     | 0     | 0         | 0         | 0.0       | 0  | 0         | 0         | 0.0       | 0           | 0           | 0.0         | 0        | 0        | 0        | 0      | 0      | 0     | 0     | 0   | 0    | 0.000 | 0    |
| Biondo Filippo       | 1       |         | 0   | 0  | 0    | 0     | 0     | 0         | 0         | 0.0       | 0  | 0         | 0         | 0.0       | 0           | 0           | 0.0         | 0        | 0        | 0        | 0      | 0      | 0     | 0     | 0   | 0    | 0.000 | 0    |
| Sofia Simone         | 1       |         | 0   | 0  | 0    | 0     | 0     | 0         | 0         | 0.0       | 0  | 0         | 0         | 0.0       | 0           | 0           | 0.0         | 0        | 0        | 0        | 0      | 0      | 0     | 0     | 0   | 0    | 0.000 | 0    |